# Thamaga
Thamaga est une ville de l'ouest du Botswana qui fait partie du district de Kweneng. Elle est située à une trentaine de kilomètres à l'ouest de Gaborone, la capitale.
Lors du recensement de 2011, Thamaga comptait 21 471 habitants.
Thamaga abrite un centre artisanal de poterie réputé, attenant à l'église catholique. Ce projet de développement rural a été lancé en 1974 à l'initiative de missionnaires.